# Johann Andreas Buchner
Johann Andreas Buchner, född 6 april 1783 i München, död där 5 juni 1852, var en tysk farmaceut; far till Ludwig Andreas Buchner.
Buchner var chef för Farmaceutiska institutet i München och främjade i hög grad det vetenskapliga studiet av farmacin. Han utgav bland annat Inbegriff der Pharmacie, av vilket arbete han själv skrev de fyra delar, som avhandlar farmaci (tredje upplagan 1827), fysik (andra upplagan 1833), kemi (andra upplagan 1830–36) och toxikologi (andra upplagan 1827), samt det av Adolph Ferdinand Gehlen påbörjade "Repertorium für Pharmacie" (1815–48). Han var även upptäckaren av salicinet.